# Liste der Biografien/Groz
Liste der Biografien |
Portal Biografien |
Personensuche
# |
A |
B |
C |
D |
E |
F |
G |
H |
I |
J |
K |
L |
M |
N |
O |
P |
Q |
R |
S |
T |
U |
V |
W |
X |
Y |
Z |
?
 
Ga |
Gb |
Gc |
Gd |
Ge |
Gf |
Gh |
Gi |
Gj |
Gk |
Gl |
Gm |
Gn |
Go |
Gp |
Gq |
Gr |
Gs |
Gu |
Gv |
Gw |
Gy |
Gz
 
Gra |
Grb–Grd |
Gre |
Grg |
Gri |
Grj |
Grk |
Grl |
Grm |
Gro |
Grs |
Gru |
Gry |
Grz
 
Groa |
Grob |
Groc |
Grod |
Groe |
Grof |
Grog |
Groh |
Groi |
Groj |
Grok |
Grol |
Grom |
Gron |
Groo |
Grop |
Gros |
Grot |
Grou |
Grov |
Grow |
Groy |
Groz
Die Liste der Biografien führt alle Personen auf, die in der deutschsprachigen Wikipedia einen Artikel haben. Dieses ist eine Teilliste mit 37 Einträgen von Personen, deren Namen mit den Buchstaben „Groz“ beginnt.

## Groz
- Gróz, János (1971–2020), ungarischer Handball-Trainer
- Gróz, Kitti (* 1994), ungarische Handball- und Beachhandballspielerin
- Groz, Walther (1903–2000), deutscher Industrieller und Politiker

### Groza
- Groza, Ana Maria (* 1976), rumänische Leichtathletin
- Groza, Loredana (* 1970), rumänische Sängerin, Model, Schauspielerin und Tänzerin
- Groza, Lou (1924–2000), US-amerikanischer Footballspieler
- Groza, Octavian (1923–2000), rumänischer Politiker (PCR)
- Groza, Petru (1884–1958), rumänischer Politiker und Rechtsanwalt
- Grozaj, Tomislav (* 1985), kroatischer Eishockeyspieler
- Grozav, Gheorghe (* 1990), rumänischer Fußballspieler
- Grozav, Sorina (* 1999), rumänische Handballspielerin
- Grozăvescu, Traian (1895–1927), rumänischer Opernsänger (Tenor)

### Grozd
- Grozdanić, Miloš (* 1995), serbischer Handballspieler
- Grozdanoski, Ratomir (* 1959), mazedonischer mazedonisch-orthodoxer Theologe
- Grozdanovska, Simona (* 1988), nordmazedonische Handballspielerin
- Grozde, Lojze (1923–1943), slowenischer Dichter und Märtyrer
- Grozdić, Boris (* 1996), serbischer Fußballspieler

### Groze
- Grozea, Claudiu (* 1982), rumänischer Eisschnellläufer
- Grozer junior, Georg (* 1984), deutscher Volleyball-NationalspielerGeorg Grozer junior (* 1984)

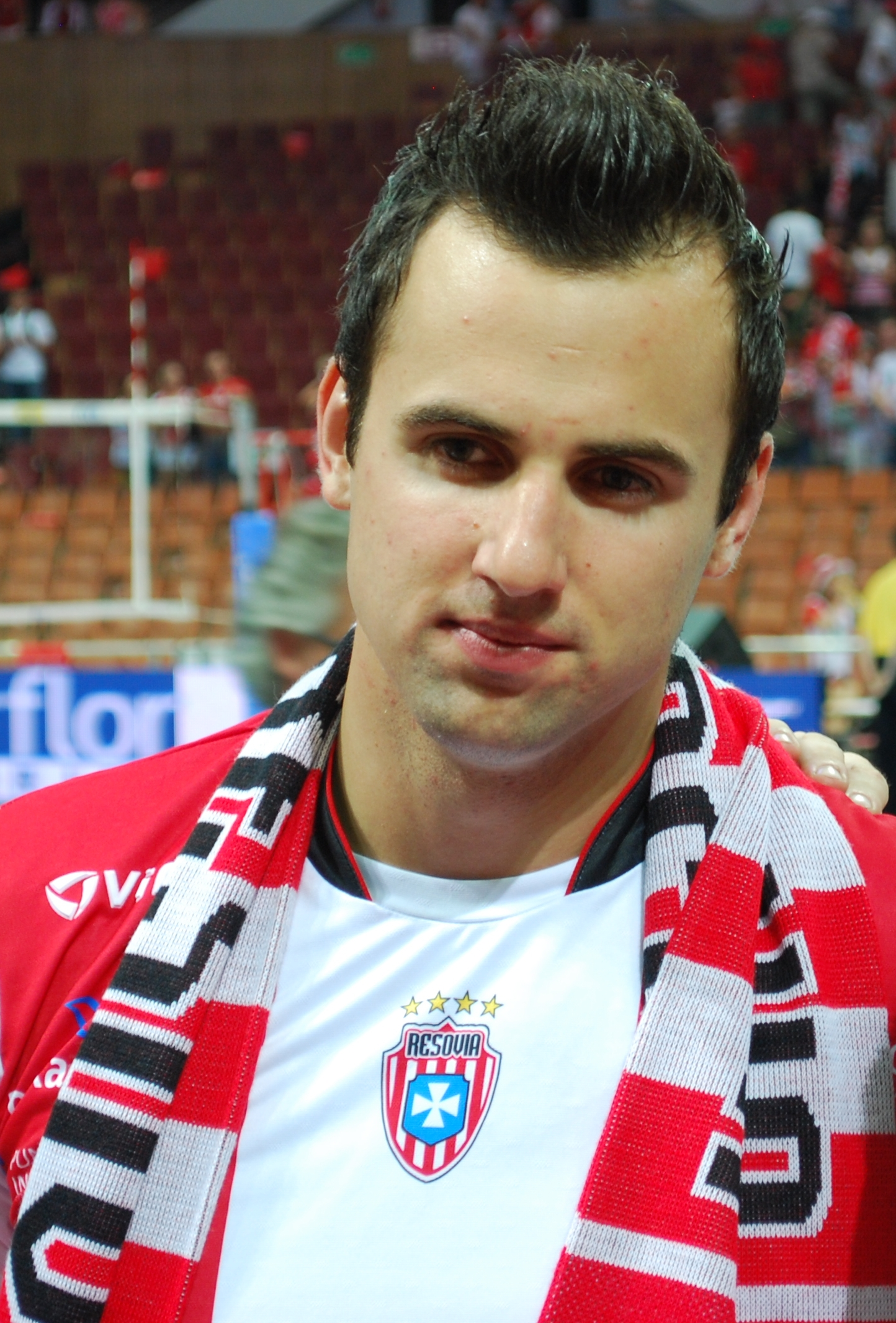
Georg Grozer junior (* 1984)

- Grozer senior, Georg (* 1964), ungarisch-deutscher Volleyballspieler
- Grozer, Dora (* 1995), deutsche Volleyballspielerin
- Grozer, Helena (* 1988), tschechische Volleyball- und Beachvolleyballspielerin
- Grozer, Leana (* 2007), deutsche Volleyballspielerin
- Grozer, Tim (* 1998), ungarisch-deutscher Volleyballspieler

### Grozi
- Grözinger, Albrecht (* 1949), evangelischer Pfarrer und Hochschullehrer
- Grözinger, Elvira (* 1947), deutsche Literaturwissenschaftlerin, Publizistin, Übersetzerin
- Grözinger, Ferdinand (* 1953), deutscher Schauspieler
- Grözinger, Gerd (* 1953), deutscher Ökonom
- Grözinger, Jürgen (* 1963), deutscher Perkussionist, Komponist, Musikkurator und DJ
- Grözinger, Karl Erich (* 1942), deutscher Judaist und Religionswissenschaftler
- Grözinger, Klaus (1923–2011), deutscher Plakatkünstler
- Grözinger, Lars (* 1993), deutscher Eishockeyspieler
- Grözinger, Robert (* 1965), deutscher Publizist und Übersetzer
- Grözinger, Theodor (1828–1893), württembergischer Verwaltungsbeamter
- Grözinger, Wolfgang (1902–1965), deutscher Schriftsteller, Feuilletonist, Literaturkritiker und Kunstpädagoge

### Grozn
- Groznik, Boštjan (* 1982), slowenischer Eishockeyspieler

### Grozu
- Grozurek, Lukas (* 1991), österreichischer Fußballspieler